# Till Mansmann
Till Berthold Mansmann (* 8. Januar 1968 in Mannheim-Neckarau) ist ein deutscher Politiker (FDP). Er war von 2017 bis 2025 Mitglied des Deutschen Bundestages und dort zeitweise entwicklungspolitischer Sprecher der FDP-Bundestagsfraktion. Von 2022 bis 2024 war Mansmann zudem Beauftragter für Grünen Wasserstoff im Bundesministerium für Bildung und Forschung.

## Biografie
Nach seinem Abitur in Denzlingen absolvierte Mansmann seinen Wehrdienst als Soldat auf Zeit (2 Jahre) beim 1. Minensuchgeschwader der Bundesmarine in Flensburg. Auf dem Schnellen Minensuchboot Rigel (Schütze-Klasse) war er als Bordfunker tätig. Ab 1989 studierte Mansmann Physik mit den Nebenfächern Mathematik, Chemie und Philosophie in Heidelberg und Frankfurt am Main und schloss sein Studium 1997 mit Diplom ab. Studienbegleitend arbeitete er als Journalist und absolvierte Praktika in verschiedenen Redaktionen, u. a. bei der Rhein-Neckar-Zeitung, HORIZONT, Radio RPR und Radio Wachenheim. Von 1997 bis 1999 war Mansmann Redakteur und später Ressortleiter (Print-Medien und Internet) beim kressreport. Im Jahr 1999 wurde Mansmann mit dem Gründerpreis Multimedia des Bundesministeriums für Wirtschaft ausgezeichnet und gründete eine Firma für Software-Dienstleistungen. 2004 verkaufte er seine Anteile an dieser Firma, spezialisierte sich auf Steuerthemen und arbeitete als freier Journalist u. a. für kressreport, HORIZONT, Media Spektrum, das Börsenblatt des Deutschen Buchhandels, die Rhein-Neckar-Zeitung und Die Welt. Von 2006 bis 2017 war Mansmann als Chef vom Dienst beim SteuerberaterMagazin und vor seiner Wahl in den Deutschen Bundestag als Fachredakteur beim JUVE Verlag für juristische Information und dort insbesondere für den JUVE Steuermarkt tätig.

## Politik und Partei
Mansmann ist seit 2005 Mitglied der FDP. Er ist seit 2014 Kreisvorsitzender des FDP-Kreisverbands Bergstraße und war von 2016 bis 2021 Präsidiumsmitglied der FDP Hessen, seit 2021 ist er Bezirksvorsitzender der FDP Südhessen. Er gehört dem Liberalen Mittelstand Hessen an. Kommunalpolitisch ist Mansmann seit 2016 Abgeordneter und stellvertretender Vorsitzender des Kreistages im Kreis Bergstraße.
Bei der Bundestagswahl 2017 kandidierte er für die Freien Demokraten im Wahlkreis Bergstraße (188) und zog über Platz 5 der Landesliste der FDP Hessen in den 19. Deutschen Bundestag ein. Während der 19. Wahlperiode des Deutschen Bundestages war Mansmann zunächst ordentliches Mitglied im Ausschuss für Arbeit und Soziales, ordentliches Mitglied im Ausschuss für wirtschaftliche Zusammenarbeit und Entwicklung sowie stellvertretendes Mitglied im Finanzausschuss. Von 2018 bis 2020 gehörte er als stellvertretendes Mitglied der Enquete-Kommission Berufliche Bildung in der digitalen Arbeitswelt und deren Projektgruppe Anforderungen an die Ausbildung im Betrieb an. 2020 wurde Mansmann ordentliches Mitglied im Finanzausschuss und stellvertretendes Mitglied im Ausschuss für wirtschaftliche Zusammenarbeit und Entwicklung.
Für die Bundestagswahl 2021 war Mansmann erneut Direktkandidat der FDP in seinem Wahlkreis. Ihm gelang der Wiedereinzug in den Bundestag über Platz 3 der Landesliste der FDP Hessen. Nach der Wahl übernahm Mansmann das Amt des entwicklungspolitischen Sprechers der FDP-Bundestagsfraktion. Er war zudem ordentliches Mitglied im Ausschuss für wirtschaftliche Zusammenarbeit und Entwicklung sowie dem Finanzausschuss des 20. Deutschen Bundestages. Darüber hinaus war Till Mansmann stellvertretender Vorsitzender der Parlamentariergruppe Westafrika sowie Mitglied in der Deutsch-Israelischen Parlamentariergruppe und der Deutsch-Südkaukasischen Parlamentariergruppe. Er ist Präsident des Deutsch-Armenischen Forums und Mitglied im Parlamentarischen Beirat für Bevölkerung und Entwicklung, im Beirat des Deutschen Evaluierungsinstituts für Entwicklungszusammenarbeit und im Arbeitskreis Welternährung.
Am 10. August 2022 wurde Mansmann als Nachfolger von Stefan Kaufmann zum Beauftragten für Grünen Wasserstoff im Bundesministerium für Bildung und Forschung ernannt. In Folge des Bruchs der Ampelkoalition im November 2024 trat er von diesem Amt zurück. Für die Bundestagswahl 2025 wurde er auf den wenig aussichtsreichen Platz 18 auf der Landesliste der FDP Hessen gewählt. Bereits am 5. Dezember 2024 verabschiedete er sich daher in seiner letzten Rede aus dem Deutschen Bundestag. Aufgrund des Scheiterns der FDP an der Fünf-Prozent-Hürde schied er zum Ende der Legislaturperiode aus dem Bundestag aus.
Till Mansmann Mitglied der überparteilichen Europa-Union Deutschland, die sich für ein föderales Europa und den europäischen Einigungsprozess einsetzt.

## Privates
Mansmann ist verheiratet, hat eine Tochter und lebt mit seiner Familie in Heppenheim an der Bergstraße.